# Ring of Brodgar
Ring of Brodgar (ali Brogar, ali Ring o' Brodgar) je neolitski henge in kamniti krog približno 6 milj severovzhodno od Stromnessa na Mainlandu, največjem otoku Orkneyju na Škotskem. Je del Unescove svetovne dediščine, znane kot Srce neolitskega Orkneyja.

## Splošne informacije
Ring of Brodgar je edini večji henge in kamniti krog v Veliki Britaniji, ki je skoraj popoln krog. Večina hengejev ne vsebuje kamnitih krogov; Brodgar je osupljiva izjema, saj se z Aveburyjem in Stonehengeom uvršča med največja tovrstna mesta. Obroč kamnov stoji na majhni ožini med Lochs of Stenness in Harray. To so najsevernejši primeri kamnitih krogov v Veliki Britaniji. Za razliko od podobnih struktur, kot je Avebury, znotraj kroga ni očitnih kamnov, a ker arheologi niso nikoli izkopali notranjosti kroga, ostaja možnost, da so bile na primer prisotne lesene strukture. Najdišče se je uprlo poskusom znanstvenega datiranja in starost spomenika ostaja negotova. Na splošno velja, da je bil postavljen med letoma 2500 pr. n. št. in 2000 pr. n. št. in je bil torej zadnji od velikih neolitskih spomenikov, zgrajenih na Nessu. Projekt, imenovan The Ring of Brodgar Excavation 2008, je bil izveden poleti istega leta, da bi rešili vprašanje starosti in pomagali odgovoriti na druga vprašanja o najdišču, ki je še vedno razmeroma slabo razumljeno. Rezultati izkopavanja so še preliminarni.
Kamniti krog ima premer 104 metre in je tretji največji na Britanskem otočju. Prstan je prvotno obsegal do 60 kamnov, od katerih jih je konec 20. stoletja ostalo le še 27. Najvišji kamni stojijo na jugu in zahodu obroča, vključno s 'Kometnim kamnom' na jugovzhodu. Kamni so postavljeni znotraj okroglega jarka, globokega do 3 metre, 9 metrov širokega in 380 metrov v obsegu, ki so ga stari prebivalci izklesali iz trdne peščenjakove podlage. Tehnično gledano ta jarek ne predstavlja pravega hengeja, saj ni nobenega znaka obkrožajočega brežine zemlje in skal. Mnogi arheologi to strukturo še naprej imenujejo henge; na primer Aubrey Burl klasificira jarek kot henge razreda II; ki ima dva nasprotna vhoda, v tem primeru na severozahodu in jugovzhodu.
Zdi se, da je bil jarek ustvarjen v delih, verjetno s strani delovne sile iz različnih delov Orkneyja. Kamni so bili morda poznejši dodatek, morda postavljeni v daljšem časovnem obdobju.
Preiskava neposredne okolice razkrije koncentracijo starodavnih najdišč, ki tvorijo pomembno ritualno pokrajino. Znotraj 5,2 km² sta dva okrogla oboda, štiri komorne grobnice, skupine stoječih kamnov, posamezni kamni, gomile in možici. Neposredno območje je prineslo tudi številne kremenove puščične konice in zlomljene kamnite konice mace, za katere se zdi, da izvirajo iz bronaste dobe. Čeprav njegov natančen namen ni znan, je zaradi bližine stoječih kamnov Stones of Stenness in njegove grobnice Maeshowe Ring of Brodgar zelo pomemben kraj. Mesto je načrtovan spomenik in je bilo leta 1999 priznano kot del svetovne dediščine Srce neolitskega Orkneyja.

## Status svetovne dediščine
»Srce neolitskega Orkneyja« je bilo decembra 1999 vpisano na seznam svetovne dediščine. Poleg Skara Brae območje vključuje Maeshowe, Ring of Brodgar, Stoječe Stones of Stenness in druga bližnja najdišča. Upravlja ga Historic Environment Scotland, katerega Izjava o pomembnosti za območje se začne:
Spomeniki v osrčju neolitskih Orkneyja in Skara Brae oznanjajo zmagoslavje človeškega duha v zgodnjih obdobjih in na osamljenih krajih. Bili so približno sočasni z mastabami iz arhaičnega obdobja Egipta (prva in druga dinastija), opečnatimi templji v Sumeriji in prvimi mesti kulture Harappa v Indiji ter stoletje ali dve prej kot zlata doba Kitajske. Ta najdišča so nenavadno primerna za svoj zgodnji datum in z izjemno bogatimi ostanki dokazov vidni simbol dosežkov zgodnjih ljudstev stran od tradicionalnih središč civilizacije ... Ring of Brodgar je najboljši znani resnično okrogli pozni Kamniti prstan iz neolitika ali zgodnje bronaste dobe in poznejši izraz duha, ki je povzročil Maeshowe, Stenness in Skara Brae

}}
Prvo uradno raziskavo Ring of Brodgar in okoliških starin je leta 1849 izvedel kapitan kraljeve mornarice F.W.L. Thomas iz HM cutter Woodlark. Kapitan Thomas je bil na tem območju v letih 1848–49 in je sestavljal Admiralske karte, on in njegova posadka pa sta opravila tudi arheološka raziskovanja, ki so leta 1852 izdala Keltske starine Orkneyja.

### Izkopavanja neolitskih ruševin
Izkopavanja, ki potekajo na Orkney Collegeu na bližnjem mestu Ness of Brodgar, ki so približno na sredini med Ringom in Stones of Stenness, so odkrila več zgradb, tako obrednih kot domačih. Geofiziki kažejo, da jih je verjetno več v bližini. Odkrili so tudi lončenino, kosti, kamnito orodje in polirano kamnito glavo mace. Morda najpomembnejša najdba so ostanki velikega kamnitega zidu, ki je bil morda dolg 100 metrov in širok do 6 metrov. Zdi se, da prečka celoten polotok, na katerem je mesto, in je morda simbolična ovira med ritualno pokrajino Ringa in posvetnim svetom okoli njega.

## Nordijski obredi
Zavojevalci iz Skandinavije so dosegli Orkney do 9. stoletja in prinesli kompleksno teologijo, ki so jo vsilili že obstoječim orkadijskim spomenikom; vsaj po lokalni legendi. Na primer, Ring of Brodgar in Stoječi kamni Stones of Stenness so bili domnevno znani kot Sončev in Lunin tempelj. Mladi so domnevno izrekli svoje zaobljube in molili Wōdenu v teh 'templjih' in pri tako imenovanem Odinovem kamnu, ki je ležal med kamnitimi krogi, dokler ga leta 1814 ni uničil kmet. Drugi gledajo na ta izmišljena imena s skepso; Sigurd Towrie predlaga, da »so bili preprosto napačni izrazi, ki so jih uporabljali antikvarji 18. ali 19. stoletja – romantični dodatki, v istem duhu kot zloglasni "Druidov krog" in "Žrtveni oltar"«. Vsaj več kamnov v Brodgarju vsebuje runske rezbarije, ki so jih zapustila nordijska ljudstva. Ti vključujejo ime 'Bjorn' in majhen križ ter nakovalo.:42

## "Megalitski jard" in neolitski astronomi pri Brodgarju
Burl ugotavlja, da je premer brežine pri Brodgarju skoraj popolnoma enak notranjim brežinam spomenikov Avebury in Newgrange v Angliji oziroma na Irskem, 125 tako imenovanih megalitskih jardov (MY) ali 0,8297 metra za MY. To je kontroverzna enota, ki jo je prvotno predlagal Alexander Thom. Thomova teza, ki temelji na statistični analizi neolitskih spomenikov v Združenem kraljestvu je, da so graditelji teh najdišč uporabljali skupno mersko enoto, čeprav ni bilo dokazano, kako bi se lahko te informacije delile.
Heggie dvomi tudi o tem in trdi, da je njegova skrbna analiza odkrila »malo dokazov za zelo natančno enoto« in »malo utemeljitve za trditev, da je bila v uporabi zelo natančna enota«. Thom in njegov oče sta podala še druge kontroverzne trditve, na primer, da so bili Brodgar in grobne gomile, ki ga obdajajo, zasnovane posebej kot pogled nazaj za astronomska opazovanja Lune. Graham Ritchie poudarja, da gomile niso zanesljivo datirane, in dvomi o astronomski sposobnosti graditeljev.
Euan MacKie je predlagal, da bi bila bližnja vas Skara Brae dom privilegiranega teokratičnega razreda modrecev, ki so se ukvarjali z astronomskimi in magičnimi obredi na lokacijah, kot sta Brodgar in Stenness. Graham in Anna Ritchie sta dvomila o tej razlagi in ugotovila, da za to trditev ni nobenih arheoloških dokazov, čeprav neolitska pot povezuje Skara Brae z grobnico Maeshowe, ki poteka blizu Brodgarja in Stennessa. Poti povezujejo neolitska obredna mesta po vsej Britaniji.

## V popularni kulturi
Ring of Brodgar je predstavljen v romanu Kathleen Fidler iz leta 1968 The Boy with the Bronze Axe; tukaj je upodobljen v obredu sredi poletja, v katerem je žrtvovano jagnje. V Fidlerjevi zgodbi je ženskam prepovedan vstop v Ring, ki je prostor samo za moške.
V Troika Games 2001 z naslovom Arcanum: Of Steamworks and Magick Obscura se Ring of Brodgar pojavi v mestu Roseborough in je ključnega pomena za zaplet.